# Margarita (pel·lícula)
Margarita és una pel·lícula de comèdia dramàtica canadenca, dirigida per Laurie Colbert i Dominique Cardona i estrenada el 2012. La pel·lícula la protagonitza Nicola Correia-Damude com a Margarita, una lesbiana immigrant de Mèxic que treballa com a mainadera per a una parella de Toronto, però es posa en risc de ser deportada quan la seva situació econòmica els obliga a deixar-la anar. El repartiment inclou Patrick McKenna i Claire Lautier com els seus empresaris Ben i Gail, Maya Ritter com a la seva filla Mali, i Christine Horne com la xicota de Margarita.
La pel·lícula es va estrenar al Festival Internacional de Cinema de Dones de Créteil de 2012.

## Resposta crítica
Escrivint per a Toronto Star, Linda Barnard va qualificar la pel·lícula de drama domèstic previsible, però va elogiar Correia-Damude per la seva actuació. Per a The Globe and Mail, Liam Lacey va escriure que el repartiment "treballa amb valentia i la cinematografia és nítida, però les caracteritzacions trillades i un to sincer i simpàtic fan que aquesta pel·lícula sembli massa treball domèstic." Robert Bell d' Exclaim! va escriure que "Més enllà de l'afirmació que entenen els problemes del món i poden apreciar la classe baixa altruista i totalment adorable, hi ha una preocupació contraria pel títol del treball com a indicador clau de la importància d'una persona. Igual que els metges a Finn's Girl, tots, a part de Margarita, són metges, dentistes. o estudiant de dret. Tot i que és apropiat, com que la majoria de Toronto està convençuda de la seva pròpia importància, Colbert i Cardona no són conscients d'aquesta ironia o superficialitat vulgar, sinó que demostren l'adhesió cega a un status quo divertit."

## Premis
La pel·lícula va guanyar el premi del públic a la millor pel·lícula al Inside Out Film and Video Festival de 2012. També va guanyar el Premi Diversitat al Festival Internacional de Cinema Gai i Lèsbic de Barcelona.